# Рекен
Рекен (нем. Reken) — община в Германии, в земле Северный Рейн-Вестфалия.
Подчиняется административному округу Мюнстер. Входит в состав района Боркен.  Население составляет 14 094 человека (на 31 декабря 2010 года). Занимает площадь 77 км².
Коммуна подразделяется на 5 сельских округов.